# Derivada total
Em matemática, a derivada total de uma função {\textstyle f}é a melhor aproximação linear do valor da função em relação aos seus argumentos. Ao contrário das derivadas parciais, a derivada total aproxima a função em relação a todos os seus argumentos, e não apenas a um. Em muitas situações, isso é o mesmo que considerar todas as derivadas parciais simultaneamente. O termo "derivado total" é usado principalmente quando {\displaystyle f} é uma função de várias variáveis, porque quando {\displaystyle f} é uma função de uma única variável, a derivada total é a mesma que a derivada da função. :198–203
A "derivada total" é algumas vezes também usada como sinônimo da derivada de material na mecânica de fluidos .

## A derivada total como um mapa linear
Seja {\displaystyle U\subseteq \mathbf {R^{n}} }um subconjunto aberto . Então uma função {\displaystyle f:U\rightarrow \mathbf {R} ^{m}}é dito ser (totalmente) diferenciável em um ponto {\displaystyle a\in U}se existe uma transformação linear {\displaystyle df_{a}:\mathbf {R} ^{n}\rightarrow \mathbf {R} ^{m}}tal que{\displaystyle \lim _{x\rightarrow a}{\frac {\|f(x)-f(a)-df_{a}(x-a)\|}{\|x-a\|}}=0.}O mapeamento linear {\displaystyle df_{a}}é chamado de diferencial (total) ou derivada (total) de {\displaystyle f} em {\displaystyle a}{\displaystyle f}. Outras notações para a derivada total incluem {\displaystyle D_{a}{f}} e {\displaystyle Df{\big (}a{\big )}}. Uma função é (totalmente) diferenciável se sua derivada total existir em todos os pontos de seu domínio.
Conceitualmente, a definição da derivada total expressa a ideia de que {\displaystyle df_{a}}é a melhor aproximação linear para {\displaystyle f}no ponto {\displaystyle a}. Isso pode ser feito com precisão quantificando o erro na aproximação linear determinada por {\displaystyle df_{a}}. Para fazer isso, escreva{\displaystyle f(a+h)=f(a)+df_{a}(h)+\varepsilon (h),}
onde {\displaystyle \varepsilon {\big (}h{\big )}}é igual ao erro na aproximação. Dizer que a derivada de {\displaystyle f}em {\displaystyle a} é {\displaystyle df_{a}}é equivalente à enunciar que
{\displaystyle \varepsilon {\big (}h{\big )}=o{\big (}\lVert h\rVert {\big )},}
onde {\displaystyle o} é notação do pequeno o e indica que {\displaystyle \varepsilon {\big (}h{\big )}} é muito menor do que {\displaystyle \lVert h\rVert }quando {\displaystyle h\rightarrow 0}. A derivada total {\displaystyle df_{a}}é a única transformação linear para a qual o termo de erro é tão pequeno, e este é o sentido em que é a melhor aproximação linear para {\displaystyle f}.
A função {\displaystyle f} é diferenciável se e somente se cada um de seus componentes {\displaystyle f_{i}:U\rightarrow \mathbf {R} }é diferenciável, por isso, quando se estudam derivadas totais, muitas vezes é possível trabalhar uma coordenada de cada vez no co-domínio. No entanto, o mesmo não é verdade das coordenadas no domínio. É verdade que se {\displaystyle f} é diferenciável em {\displaystyle a}, então cada derivada parcial {\displaystyle \partial f/\partial x_{i}}existe em {\displaystyle a}. O inverso é falso: pode acontecer que todas as derivadas parciais de {\displaystyle f}em {\displaystyle a} existam, mas {\displaystyle f} não seja diferenciável em {\displaystyle a}. Isso significa que a função é muito ''grosseira" em {\displaystyle a}, a tal extremo que seu comportamento não pode ser adequadamente descrito por seu comportamento nas direções das coordenadas. Quando {\displaystyle f} não é tão grosseira, isso não pode acontecer. Mais precisamente, se todas as derivadas parciais de {\displaystyle f} em {\displaystyle a} existem e são contínuos em uma vizinhança de {\displaystyle a}, então {\displaystyle f}é diferenciável em {\displaystyle a}. Quando isso acontece, então, além disso, a derivada total de {\displaystyle f} é a transformação linear correspondente à matriz jacobiana de derivadas parciais naquele ponto.